# Litsea pedunculata
Litsea pedunculata är en lagerväxtart som först beskrevs av Friedrich Ludwig Diels, och fick sitt nu gällande namn av Y.C. Yang & P.H. Huang. Litsea pedunculata ingår i släktet Litsea och familjen lagerväxter. Utöver nominatformen finns också underarten L. p. pubescens.